# 가니메데의 충돌구 목록
가니메데는 태양계에서 제일 큰 위성이며, 이 위성의 표면에는 수많은 충돌구가 존재한다. 이 목록은 가니메데에서 이름을 부여받은 충돌구 목록이다. 대부분은 이집트, 메소포타미아, 기타 고대 중동 신화들의 이름을 따라서 지어졌다.

## 충돌구 목록
| 충돌구         | 위경도                                              | 직경 (km) | 명명 년도 | 명명 유래 |
| -------------- | --------------------------------------------------- | --------- | --------- | --- |
| 아켈로스       | 북위 61° 48′ 서경 11° 42′ / 북위 61.8° 서경 11.7°   | 40.0      | 1979년    | 칼리오네의 아버지이자 가니메데스의 어머니인, 그리스의 강의 신인 아켈로오스를 따서 지어졌다.                               |
| 아다드         | 북위 57° 30′ 서경 358° 06′ / 북위 57.5° 서경 358.1° | 39.0      | 1979년    | 아시리아-바빌로니아에서 천둥의 신인 아다드.                                                                               |
| 아다파         | 북위 73° 06′ 서경 31° 18′ / 북위 73.1° 서경 31.3°   | 56.0      | 1979년    | 아시리아-바빌로니아의 신인 아다파.                                                                                        |
| 아그레우스     | 북위 15° 54′ 서경 232° 42′ / 북위 15.9° 서경 232.7° | 63.0      | 1985년    | 티레에서 사냥의 신인 아그레우스.                                                                                          |
| 아그로테스     | 북위 60° 54′ 서경 192° 30′ / 북위 60.9° 서경 192.5° | 74.0      | 1985년    | 티레에서 농사의 신인 아그로테스.                                                                                          |
| 알레인         | 북위 15° 06′ 서경 134° 06′ / 북위 15.1° 서경 134.1° | 12.4      | 1997년    | 바알의 아들인 알레인. |
| 아무라         | 북위 31° 42′ 서경 342° 24′ / 북위 31.7° 서경 342.4° | 61.5      | 1979년    | 페니키아의 신인 아무라.                                                                                                   |
| 아몬           | 북위 33° 42′ 서경 220° 42′ / 북위 33.7° 서경 220.7° | 101.8     | 1985년    | 테베에서 신들의 왕인 아문.                                                                                                |
| 암세트         | 남위 14° 24′ 서경 178° 48′ / 남위 14.4° 서경 178.8° | 10.9      | 1997년    | 호루스의 아들이자 죽음의 신인 암세트.                                                                                     |
| 아나트         | 남위 4° 06′ 서경 127° 54′ / 남위 4.1° 서경 127.9°   | 2.9       | 1985년    | 아시리아-바빌로니아의 신인 아낫. (참고 : 가니메데의 경위는 128도까지 있다.)                                               |
| 안졔티         | 남위 52° 48′ 서경 161° 06′ / 남위 52.8° 서경 161.1° | 52.5      | 1985년    | 이집트의 신인 안졔티. |
| 안후르         | 북위 32° 36′ 서경 192° 18′ / 북위 32.6° 서경 192.3° | 25.0      | 1997년    | 이집트 전쟁의 신인 안후르.                                                                                                |
| 안툼           | 북위 5° 06′ 서경 218° 54′ / 북위 5.1° 서경 218.9°   | 14.7      | 1985년    | 바빌로니아의 신인 안툼.                                                                                                   |
| 아누           | 북위 65° 12′ 서경 344° 18′ / 북위 65.2° 서경 344.3° | 55.0      | 1979년    | 수메르의 신인 아누. |
| 아누비스       | 남위 84° 12′ 서경 128° 54′ / 남위 84.2° 서경 128.9° | 113.8     | 1988년    | 이집트의 자칼 머리 신인 아누비스.                                                                                         |
| 안주           | 북위 63° 30′ 서경 62° 30′ / 북위 63.5° 서경 62.5°   | 205.0     | 2000년    | 수메르의 주. |
| 아포피스       | 남위 8° 00′ 서경 276° 00′ / 남위 8.0° 서경 276.0°   | 65.0      | 2000년    | 이집트의 신인 아펩 |
| 아시마         | 남위 39° 06′ 서경 123° 00′ / 남위 39.1° 서경 123.0° | 84.2      | 1985년    | 아랍 지역의 신인 아심. |
| 아수르         | 북위 54° 12′ 서경 333° 30′ / 북위 54.2° 서경 333.5° | 25.6      | 1979년    | 아시리아-바빌로니아의 신인 아수르.                                                                                        |
| 아트라-하시스  | 북위 22° 30′ 서경 254° 12′ / 북위 22.5° 서경 254.2° | 125.0     | 2000년    | 아카디아인의 신 중 하나인 아트라-하시스.                                                                                  |
| 아야           | 북위 68° 18′ 서경 322° 12′ / 북위 68.3° 서경 322.2° | 38.0      | 1979년    | 아시리아-바빌로니아의 여신인 아야.                                                                                        |
| 바알           | 북위 24° 54′ 서경 329° 54′ / 북위 24.9° 서경 329.9° | 43.2      | 1979년    | 페니키아의 신인 바알. |
| 바우           | 북위 23° 00′ 서경 48° 42′ / 북위 23.0° 서경 48.7°   | 80.2      | 1988년    | 바우 여신을 따서 지어짐.                                                                                                  |
| 베스           | 남위 25° 30′ 서경 180° 54′ / 남위 25.5° 서경 180.9° | 61.0      | 1985년    | 이집트의 신인 베스. |
| 카이소르       | 북위 15° 18′ 서경 134° 18′ / 북위 15.3° 서경 134.3° | 6.9       | 1997년    | 페니키아의 신인 카이소르.                                                                                                 |
| 키스티         | 남위 31° 42′ 서경 64° 12′ / 남위 31.7° 서경 64.2°   | 69.6      | 1997년    | 이란의 신인 키스티. |
| 담키아         | 남위 30° 00′ 서경 5° 00′ / 남위 30.0° 서경 5.0°     | 180.0     | 2006년    | 바빌로니아의 신인 담키아.                                                                                                 |
| 다넬           | 남위 4° 18′ 서경 21° 18′ / 남위 4.3° 서경 21.3°     | 55.2      | 1979년    | 페니키아의 신인 다넬. |
| 덴데라         | 남위 1° 12′ 서경 255° 24′ / 남위 1.2° 서경 255.4°   | 82.2      | 2000년    | 하토르의 신인 덴데라. 덴데라 백반에서 명칭이 바뀌었다.                                                                    |
| 디멘트         | 북위 23° 06′ 서경 351° 48′ / 북위 23.1° 서경 351.8° | 40.4      | 1979년    | 이집트의 여신인 디멘트.                                                                                                   |
| 에아           | 북위 17° 42′ 서경 148° 42′ / 북위 17.7° 서경 148.7° | 19.1      | 1997년    | 아시리아-바빌로니아의 신인 에아.                                                                                          |
| 엘             | 북위 1° 00′ 서경 151° 24′ / 북위 1.0° 서경 151.4°   | 54.3      | 1997년    | 수메르 신화의 엘. |
| 엔키두         | 북위 11° 36′ 서경 168° 24′ / 북위 11.6° 서경 168.4° | 5.0       | 1997년    | 길가메시의 친구인 엔키두.                                                                                                 |
| 엔릴           | 남위 26° 36′ 서경 325° 12′ / 남위 26.6° 서경 325.2° | 121.1     | 1982년    | 아시리아-바빌로니아 신화에서 엔릴.                                                                                        |
| 엔주           | 북위 55° 18′ 서경 312° 12′ / 북위 55.3° 서경 312.2° | 34.4      | 1979년    | 바빌로니아에서 달의 신인 엔주.                                                                                            |
| 에피게우스     | 북위 23° 24′ 서경 180° 36′ / 북위 23.4° 서경 180.6° | 343.0     | 1997년    | 페니키아의 신인 에피게우스.                                                                                               |
| 에리츠토니우스 | 남위 15° 18′ 서경 175° 18′ / 남위 15.3° 서경 175.3° | 30.5      | 1997년    | 가니메데스의 아버지로 추정되는 다르다니아의 에리츠토니우스.                                                               |
| 에슈문         | 남위 17° 24′ 서경 192° 06′ / 남위 17.4° 서경 192.1° | 96.5      | 1979년    | 페니키아에서의 신인 에슈문.                                                                                               |
| 에타나         | 북위 74° 42′ 서경 340° 30′ / 북위 74.7° 서경 340.5° | 44.5      | 1979년    | 아시리아-바빌로니아의 신인 에타나.                                                                                        |
| 가드           | 남위 13° 36′ 서경 137° 36′ / 남위 13.6° 서경 137.6° | 72.1      | 1985년    | 행운과 운명의 신인 가드.                                                                                                  |
| 게브           | 북위 56° 18′ 서경 182° 36′ / 북위 56.3° 서경 182.6° | 60.0      | 1985년    | 헬리오폴리스에서 땅의 신인 게브.                                                                                          |
| 게이노스       | 북위 18° 36′ 서경 219° 24′ / 북위 18.6° 서경 219.4° | 58.0      | 1985년    | 트리에의 신인 게이노스.                                                                                                   |
| 길가메시       | 남위 62° 48′ 서경 125° 00′ / 남위 62.8° 서경 125.0° | 153.0     | 1979년    | 아시리아-바빌로니아 신화에 나오는 길가메시.                                                                               |
| 기르           | 북위 34° 00′ 서경 145° 42′ / 북위 34.0° 서경 145.7° | 73.2      | 1985년    | 수메르의 신인 기르. |
| 굴라           | 북위 64° 06′ 서경 12° 18′ / 북위 64.1° 서경 12.3°   | 38.0      | 1979년    | 아시리아-바빌로니아의 닌틴누가.                                                                                           |
| 할리에우스     | 북위 34° 18′ 서경 167° 06′ / 북위 34.3° 서경 167.1° | 91.6      | 1985년    | 트리에의 신인 할리에우스.                                                                                                 |
| 하피           | 남위 30° 36′ 서경 212° 36′ / 남위 30.6° 서경 212.6° | 98.5      | 1988년    | 이집트 나일 강의 신인 하피.                                                                                               |
| 하라크테스     | 북위 35° 54′ 서경 100° 12′ / 북위 35.9° 서경 100.2° | 108.0     | 2000년    | 이집트에서 나오는 신 중 하나인 하라크테스.                                                                                |
| 하로에리스     | 북위 28° 30′ 서경 296° 48′ / 북위 28.5° 서경 296.8° | 70.0      | 2000년    | 이집트의 신 중 하나인 호루스.                                                                                             |
| 하토르         | 남위 66° 54′ 서경 268° 36′ / 남위 66.9° 서경 268.6° | 173.0     | 1979년    | 이집트의 여신인 하토르.                                                                                                   |
| 하이-타우      | 북위 14° 30′ 서경 133° 06′ / 북위 14.5° 서경 133.1° | 26.9      | 1997년    | 네가에서 숲의 신인 하이-타우.                                                                                             |
| 헤데테트       | 남위 33° 00′ 서경 251° 06′ / 남위 33.0° 서경 251.1° | 102.3     | 2000년    | 이집트의 여신인 헤데테트.                                                                                                 |
| 헤르셰프       | 북위 47° 18′ 서경 269° 30′ / 북위 47.3° 서경 269.5° | 117.9     | 2000년    | 이집트의 신 중 하나인 헤르셰프.                                                                                           |
| 훔바바         | 남위 55° 12′ 서경 67° 18′ / 남위 55.2° 서경 67.3°   | 35.0      | 2000년    | 바빌로니아의 신인 훔바바.                                                                                                 |
| 일라흐         | 북위 21° 54′ 서경 160° 36′ / 북위 21.9° 서경 160.6° | 79.6      | 1985년    | 수메르의 신인 일라흐. |
| 일루스         | 남위 13° 24′ 서경 110° 18′ / 남위 13.4° 서경 110.3° | 90.0      | 1985년    | 가니메데의 형인 일루스.                                                                                                   |
| 이르칼라       | 남위 32° 36′ 서경 114° 42′ / 남위 32.6° 서경 114.7° | 116.2     | 1985년    | 수메르 신화에서 지하 세계의 신인 에레시키갈.                                                                              |
| 이스쿠르       | 북위 0° 18′ 서경 8° 24′ / 북위 0.3° 서경 8.4°       | 67.6      | 1985년    | 수메르에서 비의 신인 이스쿠르.                                                                                            |
| 이시무         | 북위 8° 24′ 서경 2° 00′ / 북위 8.4° 서경 2°         | 89.5      | 1985년    | 수메르에서 채소의 신인 이시무.                                                                                            |
| 이시스         | 남위 67° 18′ 서경 201° 06′ / 남위 67.3° 서경 201.1° | 75.3      | 1979년    | 이집트의 여신인 이시스.                                                                                                   |
| 카디           | 북위 47° 42′ 서경 178° 30′ / 북위 47.7° 서경 178.5° | 86.7      | 1985년    | 바빌로니아에서 정의의 여신인 카디.                                                                                        |
| 케레트         | 북위 16° 00′ 서경 35° 12′ / 북위 16.0° 서경 35.2°   | 36.0      | 1979년    | 페니키아의 신인 케레트.                                                                                                   |
| 켄수           | 북위 1° 00′ 서경 152° 54′ / 북위 1.0° 서경 152.9°   | 14.2      | 1997년    | 이집트 달의 신인 콘수. |
| 케프리         | 북위 20° 24′ 서경 147° 36′ / 북위 20.4° 서경 147.6° | 47.1      | 1997년    | 헬리오폴리스의 신인 케프리.                                                                                               |
| 크눔           | 남위 17° 48′ 서경 85° 12′ / 남위 17.8° 서경 85.2°   | 45.0      | -         | 이집트의 신 중 하나인 크눔. (참고:임시 이름 중 하나인 크눔은 크눔 카테라와 중복되었기 때문에 크눔-훈테로 명칭이 바뀌었다. |
| 콘수           | 남위 37° 30′ 서경 190° 48′ / 남위 37.5° 서경 190.8° | 80.0      | 1988년    | 이집트 달의 신인 콘수. |
| 쿰밤           | 남위 24° 06′ 서경 335° 24′ / 남위 24.1° 서경 335.4° | 56.9      | 1979년    | 아시리아-바빌로니아 신화의 신인 쿰밤.                                                                                     |
| 킨구           | 남위 34° 48′ 서경 227° 06′ / 남위 34.8° 서경 227.1° | 78.0      | 1988년    | 아시리아-바빌로니아 신화에서의 킨구.                                                                                      |
| 키샤르         | 북위 72° 36′ 서경 349° 42′ / 북위 72.6° 서경 349.7° | 79.0      | 1979년    | 아시리아-바빌로니아 신화의 키샤르.                                                                                        |
| 키투           | 북위 0° 24′ 서경 334° 36′ / 북위 0.4° 서경 334.6°   | 15.0      | 1985년    | 아시리아-바빌로니아 신화의 키투.                                                                                          |
| 쿨라           | 북위 33° 18′ 서경 113° 48′ / 북위 33.3° 서경 113.8° | 92.4      | 1985년    | 수메르의 신인 쿨라. |
| 라가말         | 북위 64° 24′ 서경 244° 48′ / 북위 64.4° 서경 244.8° | 131.0     | 2000년    | 바빌로니아 신 에아의 아들 라가말.                                                                                         |
| 라트폰         | 북위 58° 48′ 서경 171° 12′ / 북위 58.8° 서경 171.2° | 42.0      | 1997년    | 엘의 자식 중 한명인 라트폰.                                                                                               |
| 루갈메슬람     | 북위 23° 48′ 서경 193° 48′ / 북위 23.8° 서경 193.8° | 65.1      | 1997년    | 수메르의 지하 세계 신인 루갈메슬람.                                                                                       |
| 룸하           | 북위 36° 00′ 서경 154° 18′ / 북위 36.0° 서경 154.3° | 57.8      | 1985년    | 가수의 수호신인 엔키의 다른 이름 중 하나인 룸하.                                                                          |
| 마             | 북위 1° 18′ 서경 203° 36′ / 북위 1.3° 서경 203.6°   | 31.7      | 1997년    | 이집트에서 통찰력의 신인 마.                                                                                              |
| 메히트         | 북위 29° 00′ 서경 164° 24′ / 북위 29.0° 서경 164.4° | 47.2      | 1985년    | 이집트의 사자머리 여신인 메히트.                                                                                          |
| 멜카르트       | 남위 9° 54′ 서경 186° 12′ / 남위 9.9° 서경 186.2°   | 105.0     | 1979년    | 페니키아 신화의 멜카르트.                                                                                                 |
| 멘히트         | 남위 36° 30′ 서경 140° 30′ / 남위 36.5° 서경 140.5° | 140.0     | 2006      | 이집트의 사자와 전쟁의 여신인 멘히트.                                                                                     |
| 민             | 북위 29° 12′ 서경 1° 12′ / 북위 29.2° 서경 1.2°     | 33.1      | 1988      | 이집트에서 다산의 신인 민.                                                                                                |
| 미르           | 남위 3° 18′ 서경 230° 18′ / 남위 3.3° 서경 230.3°   | 8.0       | 1985      | 서부 셈족에게 바람의 신인 미르 (셈족 신화).                                                                               |
| 미사루         | 남위 4° 24′ 서경 335° 54′ / 남위 4.4° 서경 335.9°   | 88.0      | 1985      | 아시리아-바빌로니아의 신인 미사루.                                                                                        |
| 몬수           | 북위 44° 36′ 서경 311° 54′ / 북위 44.6° 서경 311.9° | 15.0      | 1997      | 테베 전쟁의 신인 몬수. |
| 모르           | 북위 30° 30′ 서경 327° 24′ / 북위 30.5° 서경 327.4° | 41.3      | 1979      | 페니키아에서 수확의 요정인 모르.                                                                                          |
| 모트           | 북위 9° 54′ 서경 165° 54′ / 북위 9.9° 서경 165.9°   | 23.3      | 1997      | 엘의 아들 중 하나인 수확의 요정 모트.                                                                                     |
| 무쉬           | 남위 15° 06′ 서경 114° 48′ / 남위 15.1° 서경 114.8° | 99.3      | 1985      | 수메르의 남신인 무쉬. |
| 나부           | 남위 45° 24′ 서경 1° 12′ / 남위 45.4° 서경 1.2°     | 40.0      | 1979      | 수메르의 신 중 하나인 나부.                                                                                               |
| 나흐-훈테      | 남위 17° 48′ 서경 85° 12′ / 남위 17.8° 서경 85.2°   | 49.4      | 2000      | 엘람에서 빛과 정의의 신인 나흐-훈테.                                                                                      |
| 남타르         | 남위 58° 18′ 서경 340° 48′ / 남위 58.3° 서경 340.8° | 49.2      | 1979      | 아시리아-바빌로니아의 신인 남타르.                                                                                        |
| 난나           | 남위 17° 36′ 서경 241° 54′ / 남위 17.6° 서경 241.9° | 56.0      | 1985      | 수메르 족의 달의 신이자 지혜의 신인 난나.                                                                                 |
| 네페르툼       | 북위 44° 18′ 서경 321° 06′ / 북위 44.3° 서경 321.1° | 28.7      | 1997      | 고대 이집트에서 치유의 신인 네페르템.                                                                                     |
| 네헤흐         | 북위 72° 06′ 서경 62° 30′ / 북위 72.1° 서경 62.5°   | 54.0      | 1985년    | 이집트에서 영원의 신인 네헤흐.                                                                                            |
| 네이트         | 북위 29° 24′ 서경 7° 00′ / 북위 29.4° 서경 7.0°     | 87.6      | 1988년    | 이집트 전쟁의 여신인 네이트.                                                                                              |
| 네르갈         | 북위 38° 36′ 서경 200° 18′ / 북위 38.6° 서경 200.3° | 9.6       | 1997년    | 아시리아-바빌로니아 신화에서 지하의 왕인 네르갈.                                                                          |
| 니다바         | 북위 17° 42′ 서경 123° 12′ / 북위 17.7° 서경 123.2° | 199.4     | 1985      | 수메르에서 곡물의 여신인 니다바.                                                                                          |
| 니기르수       | 남위 58° 12′ 서경 320° 30′ / 남위 58.2° 서경 320.5° | 53.3      | 1979      | 아사리아-바빌로니사 신화에서 전쟁의 신인 니기르수.                                                                        |
| 니기스지다     | 북위 14° 06′ 서경 189° 48′ / 북위 14.1° 서경 189.8° | 32.0      | 1997      | 수메르에서 식물의 신인 니기스지다.                                                                                        |
| 닌카시         | 북위 59° 12′ 서경 48° 42′ / 북위 59.2° 서경 48.7°   | 81.0      | 1988      | 수메르에서 술의 신인 닌카시.                                                                                              |
| 닌키           | 남위 8° 12′ 서경 120° 30′ / 남위 8.2° 서경 120.5°   | 194.2     | 1985      | 바빌로니아에서 물의 신인 에아의 배우자인 닌키.                                                                            |
| 닌릴           | 북위 6° 12′ 서경 118° 18′ / 북위 6.2° 서경 118.3°   | 90.8      | 1985      | 아시리아의 최고 여신이자 앗수르의 아내인 닌릴.                                                                            |
| 닌숨           | 남위 14° 30′ 서경 140° 36′ / 남위 14.5° 서경 140.6° | 88.2      | 1985      | 바빌론에서 지혜의 소여신인 닌숨.                                                                                          |
| 누트           | 남위 54° 18′ 서경 269° 18′ / 남위 54.3° 서경 269.3° | 93.0      | 1979년    | 이집트에서 하늘의 여신인 누트.                                                                                            |
| 오시리스       | 남위 38° 06′ 서경 166° 24′ / 남위 38.1° 서경 166.4° | 107.7     | 1979년    | 이집트 죽음의 신인 오시리스.                                                                                              |
| 프타           | 남위 65° 54′ 서경 217° 00′ / 남위 65.9° 서경 217.0° | 30.2      | 1988년    | 이집트 신화에서의 창조신인 프타.                                                                                          |
| 푼트           | 남위 24° 54′ 서경 239° 54′ / 남위 24.9° 서경 239.9° | 135.0     | 1997년    | 이집트 동쪽의 푼투의 땅에서 유래했다. 푼트 백반에서 이름이 바뀌었다.                                                      |
| 루티           | 북위 13° 12′ 서경 308° 36′ / 북위 13.2° 서경 308.6° | 16.0      | 1979년    | 페니키아의 신인 루티. |
| 살투           | 남위 14° 12′ 서경 352° 42′ / 남위 14.2° 서경 352.7° | 40.0      | 2006년    | 바빌론의 적대심, 불화의 여신인 살투.                                                                                      |
| 사파스         | 북위 57° 24′ 서경 33° 54′ / 북위 57.4° 서경 33.9°   | 56.0      | 1979년    | 바빌로니아의 신인 사파스.                                                                                                 |
| 사티           | 북위 30° 54′ 서경 12° 48′ / 북위 30.9° 서경 12.8°   | 94.7      | 1988년    | 이집트 신 크눔의 아내 사티스.                                                                                             |
| 세베크         | 북위 61° 12′ 서경 356° 54′ / 북위 61.2° 서경 356.9° | 65.0      | 1979년    | 이집트에서 악어의 신인 세베크.                                                                                            |
| 세이마         | 북위 17° 06′ 서경 215° 54′ / 북위 17.1° 서경 215.9° | 38.0      | 1985년    | 아람미스 신의 어머니 여신인 세이마.                                                                                       |
| 세케르         | 남위 39° 12′ 서경 345° 30′ / 남위 39.2° 서경 345.5° | 103.4     | 1988년    | 멤피스의 이집트 죽음의 신인 세케르.                                                                                       |
| 셀케트         | 북위 15° 00′ 서경 105° 48′ / 북위 15.0° 서경 105.8° | 172.3     | 1985년    | 이집트 치료의 여신인 세르케트.                                                                                            |
| 세라피스       | 남위 12° 30′ 서경 44° 06′ / 남위 12.5° 서경 44.1°   | 169.3     | 1997년    | 이집트 치유의 신인 세라피스.                                                                                              |
| 슈             | 북위 43° 12′ 서경 356° 48′ / 북위 43.2° 서경 356.8° | 44.1      | 1988년    | 이집트 공기의 신인 슈. |
| 신             | 북위 52° 54′ 서경 357° 30′ / 북위 52.9° 서경 357.5° | 19.0      | 1979년    | 바빌론 달의 신인 신 |
| 탐무즈         | 북위 13° 24′ 서경 230° 36′ / 북위 13.4° 서경 230.6° | 51.0      | 1985년    | 이집트 출산의 여신인 탐무즈.                                                                                              |
| 타니트         | 북위 57° 30′ 서경 36° 36′ / 북위 57.5° 서경 36.6°   | 26.0      | 1979년    | 아카디아의 젊은 채소의 신인 타니트.                                                                                       |
| 타스메툼       | 남위 39° 42′ 서경 264° 30′ / 남위 39.7° 서경 264.5° | 135.0     | 2000년    | 아시리아-바빌로니아의 신인 타스메툼.                                                                                      |
| 타우르트       | 북위 27° 36′ 서경 304° 06′ / 북위 27.6° 서경 304.1° | 94.4      | 1988년    | 아시리아-바빌로니아의 신인 타와레트.                                                                                      |
| 테쉬브         | 남위 68° 30′ 서경 279° 36′ / 남위 68.5° 서경 279.6° | 188.0     | 1994년    | 히타이트의 신인 테슙. |
| 토트           | 남위 43° 18′ 서경 147° 12′ / 남위 43.3° 서경 147.2° | 102.5     | 1985년    | 이집트에서 달의 신인 토트.                                                                                                |
| 트로스         | 북위 11° 06′ 서경 27° 18′ / 북위 11.1° 서경 27.3°   | 93.9      | 1979년    | 그리스 신화에서 가니메데스의 아버지인 트로스.                                                                             |
| 우푸안트       | 북위 46° 24′ 서경 319° 30′ / 북위 46.4° 서경 319.5° | 16.5      | 1997년    | 죽음의 신인 우푸안트. |
| 우제트         | 남위 53° 48′ 서경 268° 54′ / 남위 53.8° 서경 268.9° | 100.0     | 2000년    | 이집트 코브라의 여신 우제트.                                                                                              |
| 에일라         | 남위 12° 24′ 서경 290° 18′ / 남위 12.4° 서경 290.3° | 36.3      | 2000년    | 아카디아의 신인 에일라.                                                                                                   |
| 웨프와웨트     | 남위 69° 54′ 서경 59° 48′ / 남위 69.9° 서경 59.8°   | 87.0      | 2000년    | 이집트의 신인 웨프와웨트.                                                                                                 |
| 자카르         | 북위 31° 12′ 서경 333° 42′ / 북위 31.2° 서경 333.7° | 170.0     | 1997년    | 아시리아의 최고 성인인 자카르.                                                                                            |
| 자콰르         | 북위 58° 12′ 서경 37° 18′ / 북위 58.2° 서경 37.3°   | 33.0      | 1979년    | 아시리아-바빌로니아의 신인 자콰르.                                                                                        |